# Filmographie des Trois Stooges

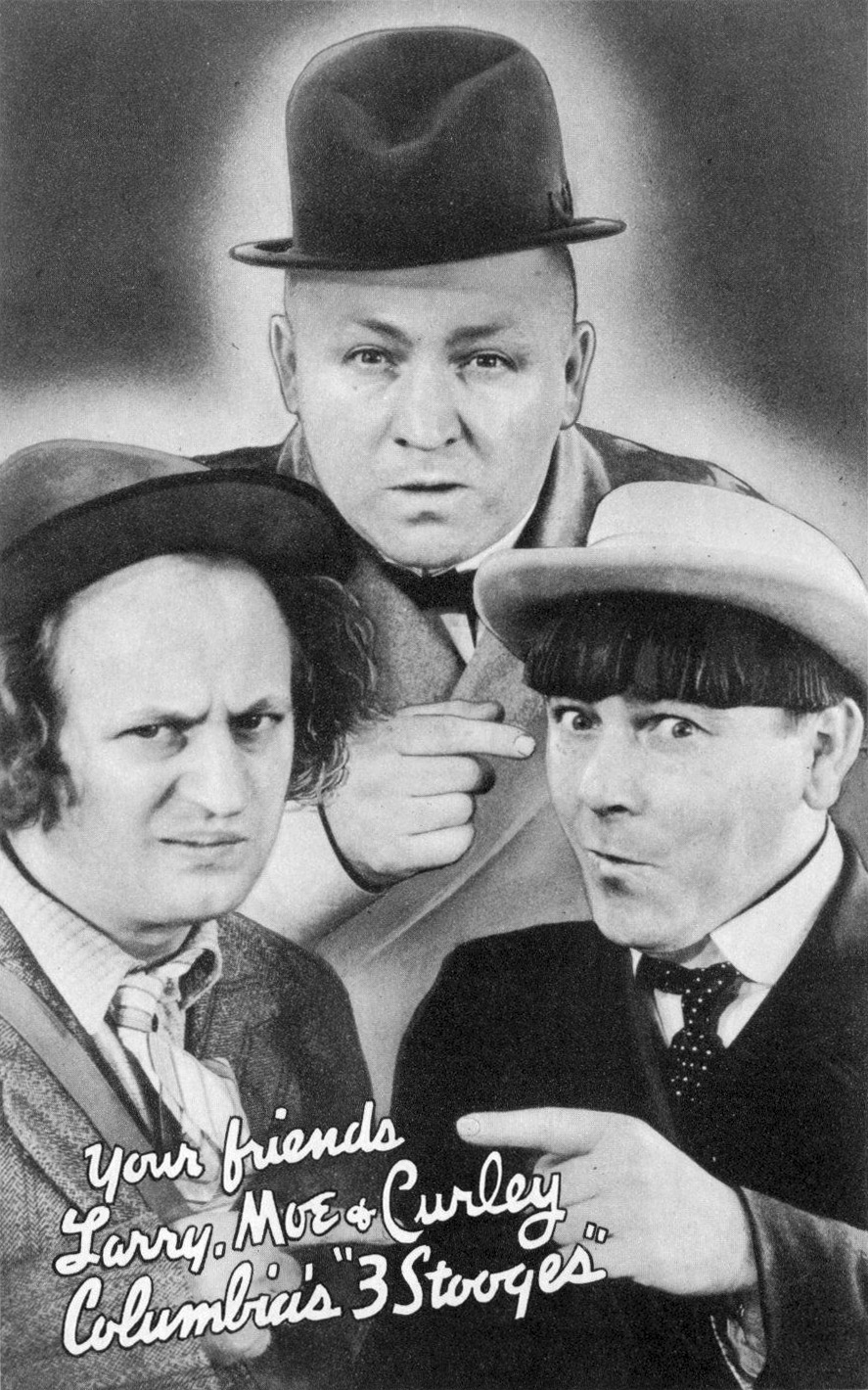
Carte promotionnelle des Trois Stooges distribuée aux enfants dans les cinémas, 1937.

Cet article présente la filmographie exhaustive de la troupe comique Les Trois Stooges.

## Ted Healy et ses Stooges (Moe, Larry et Shemp)

### 1930
- Soup to Nuts (en) (28 septembre)

## Ted Healy et ses Stooges (Moe, Larry et Curly)

### 1933
- Nertsery Rhymes (6 juillet)
- Beer and Pretzels (en) (26 août)
- Hello Pop! (en) (16 septembre)
- Plane Nuts (en) (14 octobre)
- Moi et le Baron (Meet the Baron) (20 octobre)
- Le Tourbillon de la danse (Dancing Lady), de Robert Z. Leonard (24 novembre)
- Myrt and Marge (en) (4 décembre)

### 1934
- Les Amants fugitifs (Fugitive Lovers) (5 janvier)
- Hollywood on Parade (30 mars)
- The Big Idea (12 mai)
- Hollywood Party (1er juin)

## Les Trois Stooges: Moe, Larry et Curly

### 1933
- Turn Back the Clock (25 août)

### 1934
- 001 Woman Haters (en) (5 mai)
- 002 Punch Drunks (en) (13 juillet)
- 003 Men in Black (28 septembre)
- Le capitaine déteste la mer (The Captain Hates the Sea) (22 octobre)
- 004 Three Little Pigskins (8 décembre)

### 1935
- 005 Horses' Collars (en) (10 janvier)
- 006 Restless Knights (en) (20 février)
- 007 Pop Goes the Easel (en) (29 mars)
- 008 Uncivil Warriors (en) (26 avril)
- 009 Pardon My Scotch (en) (1er août)
- 010 Hoi Polloi (en) (29 août)
- 011 Three Little Beers (en) (28 novembre)

### 1936
- 012 Ants in the Pantry (en) (6 février)
- 013 Movie Maniacs (en) (20 février)

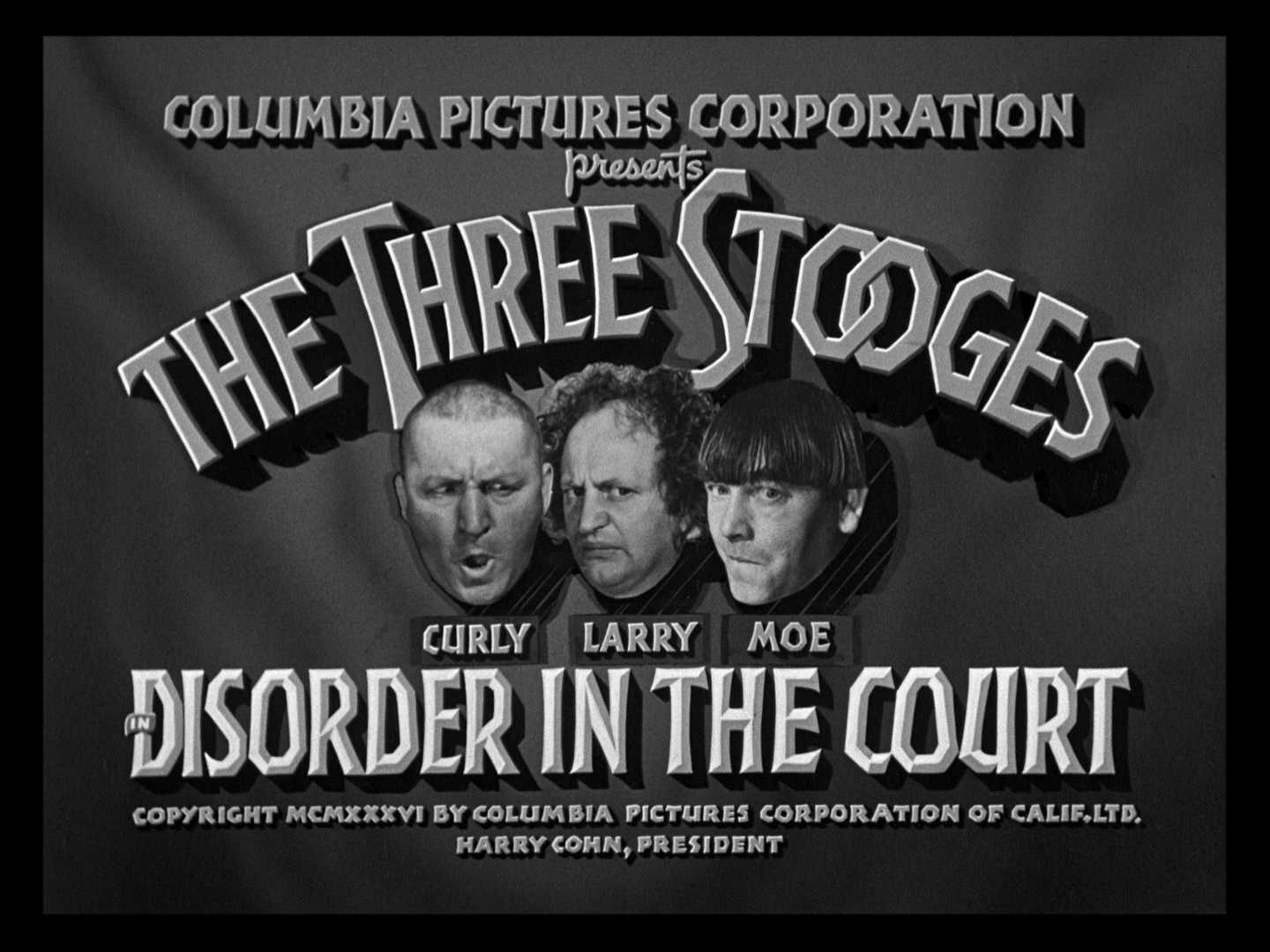
Disorder in the Court.

- 014 Half Shot Shooters (30 avril)
- 015 Disorder in the Court (en) (30 mai)
- 016 A Pain in the Pullman (en) (June 27)
- 017 False Alarms (en) (16 août)
- 018 Whoops, I'm an Indian! (en) (11 septembre)
- 019 Slippery Silks (en) (27 décembre)

### 1937
- 020 Grips, Grunts and Groans (en) (13 janvier)
- 021 Dizzy Doctors (en) (19 mars)
- 022 3 Dumb Clucks (17 avril)
- 023 Back to the Woods (en) (14 mai)
- 024 Goofs and Saddles (en) (2 juillet)
- 025 Cash and Carry (en) (3 septembre)
- 026 Playing the Ponies (en) (15 octobre)
- 027 The Sitter Downers (26 novembre)

### 1938
- 028 Termites of 1938 (7 janvier)
- 029 Wee Wee Monsieur (en) (18 février)
- Start Cheering (3 mars)
- 030 Tassels in the Air (en) (1er avril)
- 031 Healthy, Wealthy and Dumb (en) (20 mai)
- 032 Violent Is the Word for Curly (en) (2 juillet)
- 033 Three Missing Links (en) (29 juillet)
- 034 Mutts to You (en) (11 octobre)
- 035 Flat Foot Stooges (en) (5 décembre)

### 1939
- 036 Three Little Sew and Sews (en) (6 janvier)
- 037 We Want Our Mummy (en) (24 février)
- 038 A Ducking They Did Go (7 avril)
- 039 Yes, We Have No Bonanza (en) (19 mai)
- 040 Saved by the Belle (en) (30 juin)
- 041 Calling All Curs (en) (25 août)
- 042 Oily to Bed, Oily to Rise (en) (6 octobre)
- 043 Three Sappy People (en) (1er décembre)

### 1940
- 044 You Nazty Spy! (en) (19 janvier)
- 045 Rockin' Thru the Rockies (en) (8 mars)
- 046 A Plumbing We Will Go (en) (19 avril)
- 047 Nutty But Nice (en) (1er juin)
- 048 How High Is Up? (26 juillet)
- 049 From Nurse to Worse (23 août)
- 050 No Census, No Feeling (4 octobre)
- 051 Cookoo Cavaliers (15 novembre)
- 052 Boobs in Arms (27 décembre)

### 1941
- 053 So Long Mr. Chumps (7 février)
- 054 Dutiful But Dumb (21 mars)
- 055 All the World's a Stooge (16 mai)
- Time Out for Rhythm (5 juin)
- 056 I'll Never Heil Again (4 juillet)
- 057 An Ache in Every Stake (22 août)
- 058 In the Sweet Pie and Pie (16 octobre)
- 059 Some More of Samoa (4 décembre)

### 1942
- 060 Loco Boy Makes Good (8 janvier)
- 061 Cactus Makes Perfect (26 février)
- 062 What's the Matador? (23 avril)
- 063 Matri-Phony (2 juillet)
- 064 Three Smart Saps (30 juillet)
- 065 Even as IOU (18 septembre)
- Ma sœur est capricieuse (My Sister Eileen) (24 septembre)
- 066 Sock-a-Bye Baby (13 novembre)

### 1943
- 067 They Stooge to Conga (1er janvier)
- 068 Dizzy Detectives (5 février)
- 069 Spook Louder (2 avril)
- 070 Back from the Front (28 mai)
- 071 Three Little Twirps (9 juillet)
- 072 Higher Than a Kite (30 juillet)
- 073 I Can Hardly Wait (13 août)
- 074 Dizzy Pilots (24 septembre)
- 075 Phony Express (18 novembre)
- 076 A Gem of a Jam (30 décembre)

### 1944
- 077 Crash Goes the Hash (4 février)
- 078 Busy Buddies (18 mars)
- 079 The Yoke's on Me (26 mai)
- 080 Idle Roomers (en) (15 juillet)
- 081 Gents Without Cents (22 septembre)
- 082 No Dough Boys (24 novembre)

### 1945
- 083 Three Pests in a Mess (19 janvier)
- 084 Booby Dupes (17 mars)
- Rockin' in the Rockies (17 avril)
- 085 Idiots Deluxe (20 juillet)
- 086 If a Body Meets a Body (30 août)
- 087 Micro-Phonies (15 novembre)

### 1946
- 088 Beer Barrel Polecats (10 janvier)
- 089 A Bird in the Head (28 février)
- Swing Parade of 1946 (16 mars)
- 090 Uncivil War Birds (29 mars)
- 091 The Three Troubledoers (25 avril)
- 092 Monkey Businessmen (20 juin)
- 093 Three Loan Wolves (4 juillet)
- 094 G.I. Wanna Home (5 septembre)
- 095 Rhythm and Weep (3 octobre)
- 096 Three Little Pirates (5 décembre)

### 1947
- 097 Half-Wits Holiday (9 janvier)

## Les Trois Stooges: Moe, Larry et Shemp
- 098 Fright Night (6 mars)
- 099 Out West (24 avril)
- 100 Hold That Lion! (17 juillet) - Curly Howard en cameo
- 101 Brideless Groom (11 septembre)
- 102 Sing a Song of Six Pants (30 octobre)
- 103 All Gummed Up (18 décembre)

### 1948
- 104 Shivering Sherlocks (8 janvier)
- 105 Pardon My Clutch (26 février)
- 106 Squareheads of the Round Table (4 mars)
- 107 Fiddlers Three (6 mai)
- 108 The Hot Scots (8 juillet)
- 109 Heavenly Daze (2 septembre)
- 110 I'm a Monkey's Uncle (7 octobre)
- 111 Mummy's Dummies (4 novembre)
- 112 Crime on Their Hands (9 décembre)

### 1949
- 113 The Ghost Talks (February 3)
- 114 Who Done It? (March 3)
- 115 Hokus Pokus (May 5)
- 116 Fuelin' Around (July 7)
- 117 Malice in the Palace (September 1)
- 118 Vagabond Loafers (October 6)
- 119 Dunked in the Deep (November 3)

### 1950
- 120 Punchy Cowpunchers (January 5)
- 121 Hugs and Mugs (February 2)
- 122 Dopey Dicks (March 2)
- 123 Le Vampire de ces dames (Love at First Bite) (May 4)
- 124 Self-Made Maids (July 6)
- 125 Three Hams on Rye (September 7)
- 126 Studio Stoops (October 5)
- 127 Slaphappy Sleuths (November 9)
- 128 A Snitch in Time (December 7)

### 1951
- 129 Three Arabian Nuts (January 4)
- 130 Baby Sitters Jitters (February 1)
- 131 Don't Throw That Knife (May 3)
- 132 Scrambled Brains (June 7)
- 133 Merry Mavericks (September 6)
- Gold Raiders (September 9)
- 134 The Tooth Will Out (October 4)
- 135 Hula-La-La (November 1)
- 136 Pest Man Wins (December 6)

### 1952
- 137 A Missed Fortune (January 3)
- 138 Listen, Judge (March 6)
- 139 Corny Casanovas (May 1)
- 140 He Cooked His Goose (July 3)
- 141 Gents in a Jam (July 4)
- 142 Three Dark Horses (October 16)
- 143 Cuckoo on a Choo Choo (December 4)

### 1953
- 144 Up in Daisy's Penthouse (February 5)
- 145 Booty and the Beast (March 5)
- 146 Loose Loot (April 2)
- 147 Tricky Dicks (May 7)
- 148 Spooks! (July 15) - premier court-métrage 3-D , premier court-métrage flat widescreen
- 149 Pardon My Backfire (August 15) - Second et dernier  court-métrage 3-D
- 150 Rip, Sew and Stitch (September 3)
- 151 Bubble Trouble (October 8)
- 152 Goof on the Roof (December 3)

### 1954
- 153 Income Tax Sappy (February 4)
- 154 Musty Musketeers (May 13)
- 155 Pals and Gals (June 3)
- 156 Knutzy Knights (September 2)
- 157 Shot in the Frontier (October 7)
- 158 Scotched in Scotland (November 4)

### 1955
- 159 Fling in the Ring (January 6)
- 160 Of Cash and Hash (February 3)
- 161 Gypped in the Penthouse (March 10)
- 162 Bedlam in Paradise (April 14)
- 163 Stone Age Romeos (June 2)
- 164 Wham-Bam-Slam! (September 1)
- 165 Hot Ice (October 6)
- 166 Blunder Boys (November 3)

### 1956
- 167 Husbands Beware (January 5)
- 168 Creeps (February 2)
- 169 Flagpole Jitters (April 5)
- 170 For Crimin' Out Loud (May 3)
- 171 Rumpus in the Harem (June 21)
- 172 Hot Stuff (September 6)
- 173 Scheming Schemers (October 4)
- 174 Commotion on the Ocean (November 8)

## Les Trois Stooges: Moe, Larry et Joe

### 1957
- 175 Hoofs and Goofs (31 janvier)
- 176 Muscle Up a Little Closer (28 février)
- 177 A Merry Mix Up (28 mars)
- 178 Space Ship Sappy (18 avril)
- 179 Guns a Poppin! (13 juin)
- 180 Horsing Around (12 septembre)
- 181 Rusty Romeos (17 octobre)
- 182 Outer Space Jitters (5 décembre)

### 1958
- 183 Quiz Whizz (13 février)
- 184 Fifi Blows Her Top (10 avril)
- 185 Pies and Guys (12 juin)
- 186 Sweet and Hot (4 septembre)
- 187 Flying Saucer Daffy (9 octobre)
- 188 Oil's Well That Ends Well (4 décembre)

### 1959
- 189 Triple Crossed (2 février)
- 190 Sappy Bull Fighters (4 juin)

## Les Trois Stooges: Moe, Larry et Curly-Joe

Stop! Look! and Laugh! (1960).

- Have Rocket, Will Travel (1er août)

### 1960
- Stop! Look! and Laugh! (1er juillet)

### 1961
- Blanche-Neige et les Trois Stooges (Snow White and the Three Stooges) (21 juin)

### 1962

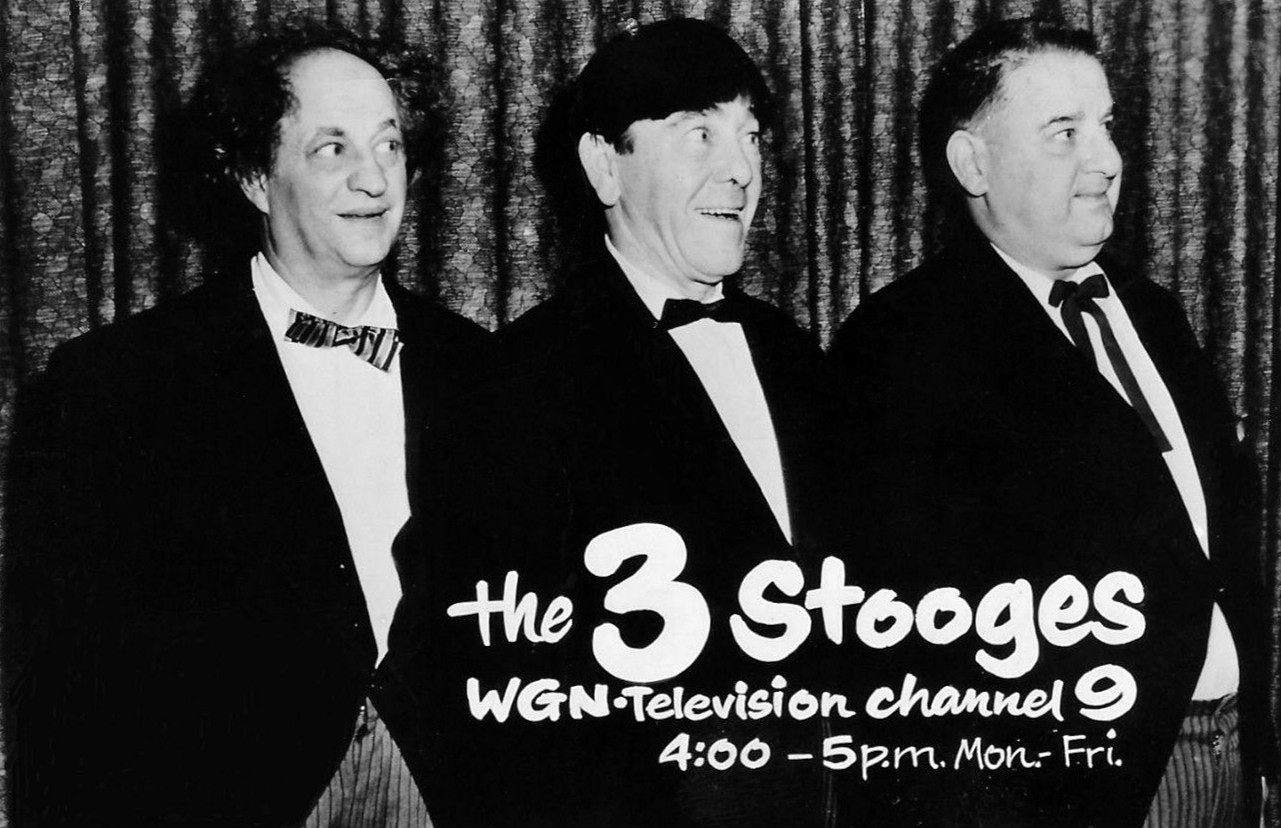
Les Trois Stooges en 1962 : Larry Fine, Moe Howard, et Joe DeRita.

- Les Trois Stooges contre Hercule (The Three Stooges meet Hercules) (26 janvier)
- Les Trois Stooges sur orbite (The Three Stooges in Orbit) (4 juillet)

### 1963
- The Three Stooges Go Around the World in a Daze (21 août)
- Un monde fou, fou, fou, fou (It's a Mad, Mad, Mad, Mad World) (7 novembre)
- 4 for Texas (18 décembre)

### 1965
- Les Trois Stooges contre les hors-la-loi (1er janvier)

### 1968
- Star Spangled Salesman (9 février)

### 1970
- Kook's Tour (5 février)

## Adaptation cinématographique
En 2012, les frères Farelly redonnent vie aux Stooges dans le film The Three Stooges, avec Chris Diamantopoulos, Sean Hayes et Will Sasso, respectivement dans les rôles de Moe, Larry et Curly.